# 케냐의 경제
케냐의 경제는 정부화된 외부 무역 시스템과 몇몇 국영 기업을 가진 시장 기반 경제이다. 주요 산업에는 농업, 임업, 어업, 광업, 제조업, 에너지, 관광 및 금융 서비스가 포함된다. 2020년 기준으로 케냐의 경제는 나이지리아와 남아프리카 공화국에 이어 사하라 이남 아프리카에서 세 번째로 크다.
케냐 정부는 일반적으로 투자 친화적이며 수출 가공 구역의 조성을 포함하여 외국 투자와 현지 투자를 모두 단순화하기 위해 몇 가지 규제 개혁을 시행했다. 케냐의 해외 금융 유입 중 점점 더 중요한 부분은 미국, 중동, 유럽 및 아시아에서 근무하는 비거주 케냐인들에 의한 송금이다.
2018년 9월 현재 GDP 성장률이 6%를 넘어설 것으로 예상되는 경제 전망은 긍정적이었는데, 이는 주로 통신, 운송 및 건설 분야의 확장과 농업의 회복 덕분이었다. 이러한 개선은 고등 교육을 받은 전문 인력들로 구성된 대규모 인력 풀에서 지원된다. 특히 케냐 젊은이들 사이에서 높은 수준의 IT 읽고 쓰는 능력과 혁신이 있다.
케냐는 2020년 세계은행 업무 용이성 평가에서 56위로 2019년(190개국) 61위에서 크게 올랐다. 이웃 국가들과 비교했을 때, 케냐는 사회 및 물리적 인프라가 잘 발달되어 있다.

## 경제 계획: 비전 2030
비전 2030은 경제 성장의 미래를 위한 케냐의 현재 청사진이다. 2030년까지 삶의 질이 높은 번영하고 세계적으로 경쟁력 있는 나라를 만드는 것이 목표다. 이를 위해 깨끗하고 안전한 환경을 조성하면서 케냐 산업을 혁신하는 것을 목표로 한다. 비전은 경제, 사회, 정치의 세 축으로 구분된다.

### 경제적 기둥
경제적 기둥은 2007년부터 23년간 평균 10% 이상의 경제 성장을 지속적으로 달성하는 것을 목표로 한다. 대상 경제 분야는 관광, 농업, 도매/소매업, 제조업, IT 지원 서비스 및 금융 서비스이다.

### 사회적 기둥
사회적 기둥은 케냐 국민 모두의 삶의 질을 향상시킨다는 목표를 가지고 있다. 이는 인간 및 사회 복지 프로그램, 특히 교육 및 훈련, 건강, 환경, 주거 및 도시화, 아동 및 사회 개발, 청소년 및 스포츠를 대상으로 하여 이를 실현하는 것을 목표로 한다. 2018년 우후루 케냐타 대통령은 범용 의료, 제조, 저렴한 주택 및 식품 안보에 초점을 맞춘 4대 아젠다를 수립하여 이러한 축을 이룬다.

### 정치적 기둥
정치적 기둥은 쟁점 기반, 투명성, 사람 중심, 결과 지향적이고 국민에게 책임을 지는 민주주의 체제를 구상하고 있다. 이 프로그램은 케냐 헌법에 따른 법치주의, 선거 및 정치 과정, 민주주의 및 공공 서비스 제공, 투명성과 책임, 안보, 평화 구축 및 분쟁 관리 등 다섯 가지 주요 분야를 대상으로 한다.
2010년 8월 27일 케냐의 새 헌법이 출범하여 이 축을 이루고 있다.

## 통화, 환율 및 인플레이션
2003년과 2010년 사이에 케냐 실링, KSh의 환율은 평균 약 KSh74-78에서 US$1 사이였다.
2005년에서 2015년 7월 사이의 평균 인플레이션은 8.5%였다. 2015년 7월 케냐의 인플레이션율은 6.62%로 추정되었다.
케냐의 통화는 케냐 중앙은행의 권한에 의해 발행된다. 그 은행은 1996년에 지폐를 인쇄하기 시작했다. 그 이후로 케냐의 지폐와 동전의 여러 버전이 유통되기 시작했다. 케냐 화폐의 가장 최근 재설계는 2019년이었다.

## 정부 재정

### 매출 및 지출
2006년 케냐의 정부 수입은 총 44억 4천 8백만 달러였으며 예상 지출은 총 53억 7천 7백만 달러였다. 정부 예산 수지는 2004년 -5.5%에서 2006년 -2.1%로 개선되었다.
2012년 케냐에서는 145억 9천만 달러의 예산과 약 120억 달러의 정부 수익을 설정했다.
2018년 예산 정책 보고서는 300억 달러의 예산을 책정했다. 정부 수입은 평균 미화 250억 달러였다. 미화 50억 달러의 적자가 빌렸다.
2020년 6월에 마감되는 회계연도에 케냐 국세청은 약 미화 150억 달러의 세수를 징수했다.

### 국채
1982년부터 케냐의 주요 공공부채 지표는 GDP와 정부 수입의 백분율로 측정된 임계 수준을 넘어섰다.
대니얼 아랍 모이 정부 마지막 해인 2002년에 케냐의 공공 부채는 GDP의 거의 80%에 달했다. 모이 정권 마지막 10년 동안, 정부는 모든 수입의 94%를 IMF, 세계은행 및 기타 서방 국가들에 대한 봉급과 부채 상환에 쓰고 있었다.
2003년 음와이 키바키 행정부는 케냐의 부채를 지속 가능한 수준으로 낮추기 위해 재무부 내에 공공부채 관리부를 설치했다.
2006년 케냐의 경상수지 적자는 15억 달러였다. 이 수치는 경상수지가 4억 9천 5백만 달러의 적자를 보였던 2005년에 비해 크게 증가한 것이다. 2006년 국내총생산의 백분율로 경상수지는 -4.2였다.
2006년 케냐의 외채는 총 67억 달러였다. 2006년 GDP가 258억 3천만 달러로 공공 부채 수준은 GDP의 27%에 머물렀다.
2011년 부채 관리 보고서에서 국가 재무부는 부채가 증가하고 있으며 2009년 GDP의 40%, 2012년 GDP의 54%까지 증가하고 있다고 언급했다.
2019년 케냐의 부채는 국내총생산(GDP) 98억 달러에서 500억 달러로 절대 증가했다. 따라서 2019년 현재 공공부채 수준은 GDP의 51%이다.
2021년 케냐의 부채는 GDP 1,010억 달러에 비해 650억 달러로 절대 증가했다.따라서 공공부채 수준은 2021년 현재 GDP의 65%이다.
2011년 이후 케냐의 가장 큰 양자 은행은 중국이었고 1963년 이후 가장 큰 다자 은행은 세계은행이었다.

### 경제 부양 프로그램
케냐 경제 부양 프로그램(ESP)은 2010/2011년 예산 계획에서 도입되었다. 이 계획은 식량 안보, 농촌 실업 및 저개발 문제에 대한 장기적인 해결책에 대한 투자를 통해 케냐의 경제 활동을 촉진하는 것을 목표로 했다. 명시된 목표는 형평성과 사회 안정을 위한 지역 개발 촉진, 인프라 개선, 교육의 질 향상, 모든 케냐인의 저렴한 의료 서비스 이용, 환경 보존에 대한 투자, 케냐의 정보통신기술(ICT) 역량 구축 및 케냐의 일반 대중을 위한 ICT 접근 확대를 촉진하는 것이었다. 재정부는 이 프로그램을 형평성과 사회 안정을 위한 지역 발전을 이루기 위해 사용하는 것을 목표로 했다.

### 통합재무관리 정보시스템
2003년에 처음 도입된 통합재무관리 정보시스템(IFMIS)은 재무부에 의해 사기 및 기타 부정행위를 억제하기 위해 재설계되었다. 이를 통해 재정부는 케냐의 재정 및 경제 정보를 온라인 플랫폼에서 액세스할 수 있는 형식으로 만들어 재정부의 공공 지출 관리를 개선하는 것을 목표로 삼았다.
IFMIS는 계획 정책 목표와 예산 할당을 연결하므로 예산 수립 프로세스에 대한 완벽한 통합 계획을 지원한다. 또한 정부 금융 서비스를 온라인으로 전환하고 상태 보고서를 즉시 이용할 수 있도록 함으로써 전자 정부 공유 서비스 전략을 지원하고자 한다. 이 시스템은 계획 및 예산, 모니터링, 평가 및 책임과 예산 집행의 개선을 제공한다.

### 비공식 부문 포함 기금
비공식 부문 포함 기금(FIIS)은 중소 기업가(MSE)가 신용 시설에 액세스하고, 사업을 확장하고, 저축을 늘릴 수 있도록 하는 기금이다. 또한 공식 금융 서비스 공급업체에 대한 액세스를 통해 비공식 기업이 공식 부문 기업으로 전환하도록 지원하는 것을 목표로 한다. FIIS는 정부가 지점, 공인 은행 대리점 및 기타 채널, 특히 모바일 뱅킹을 통해 중소기업에 대출하기 위해 선별된 은행과 신용 시설 계약을 체결하는 회전 펀드이다. 약 830만 명의 케냐인들이 비공식 부문에서 일한다.

### 투자자 보상 기금
투자자 보상 기금은 면허가 있는 주식 중개인이나 딜러의 계약상 의무를 이행하지 못해 손실을 입은 투자자 1인당 최대 50,000달러를 보상하기 위한 것이다.

## 산업

### 임업 및 어업
자원 악화로 임업 생산량이 감소했다. 2004년에 원목 제거는 22,162,000 입방 미터가 되었다. 빅토리아호 주변에서 어업활동이 지역적으로 중요하며 투르카나호에 잠재력이 있다. 2004년에 보고된 케냐의 총 어획량은 128,000 미터 톤이었다. 하지만 생태계의 교란으로 어획량이 감소하고 있다. 오염, 남획, 무단 어업 장비의 사용은 어획량 감소를 초래했고 지역 어종을 위험에 빠뜨렸다.

### 광산 및 광물
케냐는 유의미한 광물성분이 없다. 광업과 채석업 부문은 GDP의 1%도 채 안 되는 경제 기여도를 보이고 있다. 이것의 대부분은 케냐 중남부의 마가디호에서 일어난 소다수 작업에 의해 기여된다. 주로 소다수 생산량 증가 덕분에 2005년 케냐의 광물 생산량은 1백만 톤을 넘어섰다. 최근 케냐의 가장 큰 외국인 투자 프로젝트 중 하나는 마가디 소다의 계획된 확장이다. 소다회 외에도, 생산되는 주요 미네랄은 석회석, 금, 소금, 다량의 니오비움, 형광물질, 화석 연료이다.
모든 추출되지 않은 광물은 광업법에 따라 정부의 재산이다. 환경 천연자원부 산하의 광산 지질부는 광물의 탐사와 개발을 통제한다.

## 노동
2006년 케냐의 노동 인구는 약 1,200만 명으로 추산되었으며, 농업 종사자는 거의 75%에 달했다. 소규모 농업과 목축업 외부에서 고용된 사람의 수는 약 6백만 명이었다. 2004년에 노동인구의 약 15%는 공식적으로 실업자로 분류되었다. 다른 추정치에서는 케냐의 실업률이 40%까지 훨씬 높은 것으로 추정된다. 최근 몇 년 동안 케냐의 노동력은 시골에서 나이로비와 같은 도시로 옮겨갔다.
케냐의 노동력 참여율은 1997년부터 2010년까지 여성과 남성 모두에게 일정했다. 1997년에, 여성의 65%가 어떤 종류의 노동에 고용되었고 남성의 76%가 고용되었다. 2005년에는 여성의 60%, 남성의 70%가 노동 인구였으며, 2010년에는 여성의 61%, 남성의 72%로 소폭 증가했다.

## 과제들
경제가 우천 농업과 관광 부문에 지나치게 의존하고 있기 때문에 호황과 불황의 순환에 취약하다. 농업 부문은 그 나라 3,800만 인구의 거의 75%를 고용하고 있다. 그 분야 생산량의 절반이 생계형 생산으로 남아있다.

## 같이 보기
- 분류:케냐의 기업
- 케냐 중앙은행
- 유엔 아프리카 경제 위원회